# さいたま中央郵便局
さいたま中央郵便局（さいたまちゅうおうゆうびんきょく）は、埼玉県さいたま市南区別所にある郵便局。民営化前の分類では集配普通郵便局であった。

## 概要
住所：〒336-8799 埼玉県さいたま市南区別所7-1-12

### 併設施設
- ゆうちょ銀行関東エリア本部・さいたま支店 - 埼玉県、群馬県、千葉県、茨城県、栃木県に所在する直営店を受け持つ統括店である。
- なお、かんぽ生命保険さいたま支店は日本郵政グループさいたまビル（旧さいたま新都心郵政庁舎）に入居している。

## 沿革
- 1872年8月4日（明治5年7月1日） - 浦和郵便取扱所として設置[1]。
- 1873年（明治6年） - 浦和郵便役所となる[1]。
- 1875年（明治8年）1月1日 - 浦和郵便局（二等）となる。翌日より為替取扱を開始[1]。
- 1879年（明治12年）1月28日 - 貯金取扱を開始[1]。
- 1889年（明治22年）9月1日 - 浦和郵便電信局となる[1]。
- 1903年（明治36年）4月1日 - 通信官署官制の施行に伴い浦和郵便局となる[1]。
- 1919年（大正8年）5月15日 - 等級を二等から一等に改定[2]。
- 1956年（昭和31年）11月1日 - 電話通話および和文電報受付事務取扱を開始[3]。
- 1958年（昭和33年）4月 - 局舎新築落成。
- 1978年（昭和53年）3月27日 - 浦和市高砂二丁目から、同市別所に局舎を新築、移転。旧局舎を利用して浦和中郵便局（無集配普通郵便局）が設置。
- 1987年（昭和62年）7月1日 - 浦和中央郵便局に改称。
- 1992年（平成4年）8月3日 - 外国通貨の両替および旅行小切手の売買に関する業務取扱を開始。
- 2000年（平成12年）4月24日 - 同日開局したさいたま新都心郵便局（〒330-9799）へ地域区分局の業務を移管。
- 2003年（平成15年）
  - 4月1日 - 日本郵政公社発足と同時にさいたま中央郵便局に改称。
  - 4月7日 - 美園郵便局（緑区、〒337-8799→〒336-9799→〒336-0963）から集配業務を移管。
- 2007年（平成19年）10月1日 - 民営化に伴い、併設された郵便事業さいたま支店、ゆうちょ銀行さいたま支店に一部業務を移管。
- 2012年（平成24年）10月1日 - 日本郵便株式会社の発足に伴い、郵便事業さいたま支店をさいたま中央郵便局に統合。
- 2013年（平成25年）3月31日 - ゆうゆう窓口の24時間営業を廃止。

## 取扱内容

### さいたま中央郵便局
- 郵便、印紙、ゆうパック、内容証明
- 生命保険、バイク自賠責保険、自動車保険、がん保険、引受条件緩和型医療保険 - 平日18時まで営業。
- 地方公共団体事務（さいたま市戸籍の謄抄本など公的証明書の交付）
- さいたま市南区内および緑区内の集配業務
- 蕨市内および戸田市内の郵便物の取集業務（当該地域の配達業務は蕨郵便局が担当している。）
- ゆうゆう窓口

### ゆうちょ銀行さいたま支店
- 貯金、貸付、為替、振替、振込、国際送金、外貨両替、国債、投資信託、変額年金保険 - 平日18時まで営業。
- ATM- 日曜・休日の翌日以外の平日・土曜は実質24時間営業。

## 風景印
- 表記は『さいたま中央』
- 図案は天然記念物で県花『サクラソウ』・『調宮神社』
浦和中央郵便局時代と同じである。
- 使用開始日は2003年（平成15年）4月1日

### 過去の風景印
- 1985年（昭和33年）5月1日 - 1987年（昭和62年）6月30日
  - 表記は『浦和』
  - 図案は天然記念物で県花『サクラソウ』・『調神社』
- 1987年（昭和62年）7月1日 - 2003年（平成15年）3月31日
  - 表記は『浦和中央』
  - 図案は天然記念物で県花『サクラソウ』・『調神社』
- 2007年（平成19年）10月1日 - 2012年（平成24年）9月30日
  - 表記は『さいたま』
  - 図案は天然記念物で県花『サクラソウ』・『調神社』
民営化に伴いゆうゆう窓口に配備。

## 周辺
- さいたま市南区役所
- 埼玉県立浦和商業高等学校
- 国道17号

## アクセス
- JR埼京線・武蔵野線 武蔵浦和駅（東口）から徒歩約6分
- 国際興業バス 大里停留所下車
- 東京外環自動車道 外環浦和ICから北西へ、もしくは首都高大宮線 浦和南出入口から北東へそれぞれ約2.5km
- 駐車場あり：32台